# Latrodectus atritus
Latrodectus atritus är en spindelart som beskrevs av Arthur Urquhart 1890. Latrodectus atritus ingår i släktet änkespindlar, och familjen klotspindlar. Inga underarter finns listade i Catalogue of Life.